# Ribeirão das Pedras
Ribeirão das Pedras é um rio brasileiro do estado de São Paulo.
Ele cruza diversos bairros da cidade de Campinas, no interior do Estado de São Paulo e deságua no Ribeirão Anhumas (afluente do Rio Atibaia). O Atibaia depois vai desaguar no rio Piracicaba e depois no Rio Tietê.

## Patrimônio

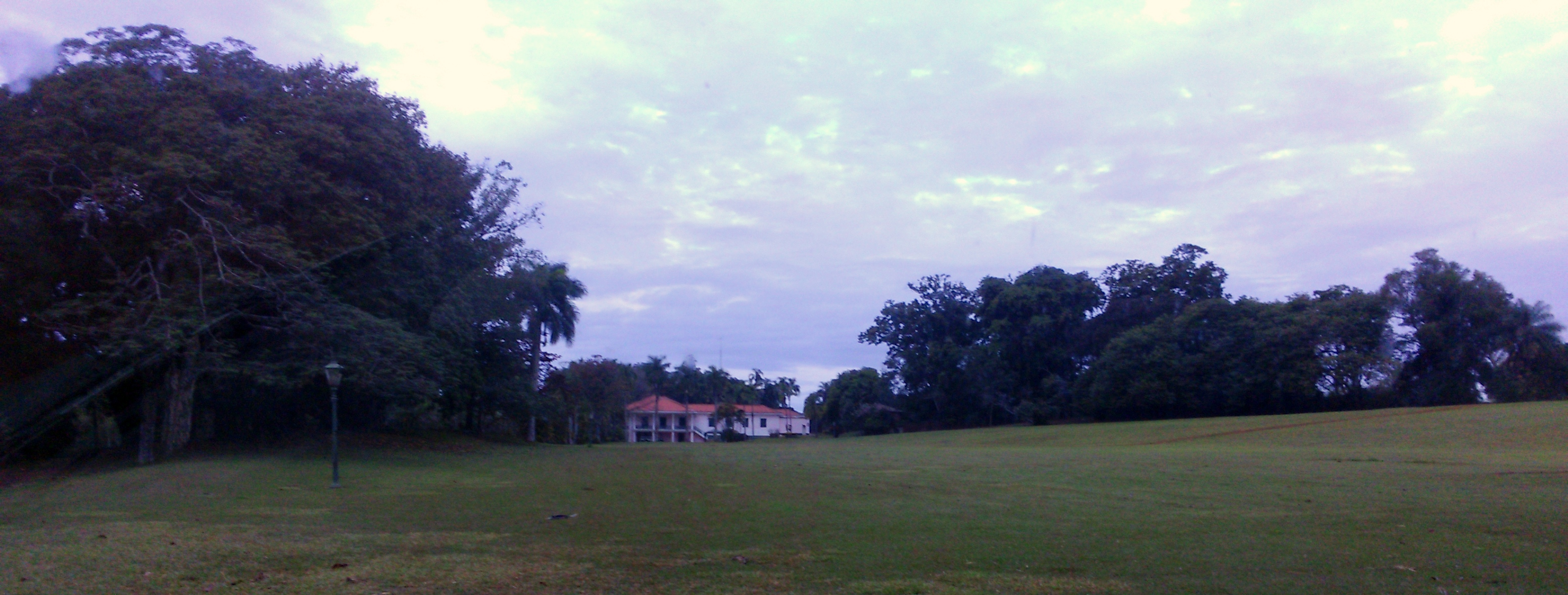
Casarão da Fazenda Rio das Pedras.

Dentro da bacia do Ribeirão das Pedras está localizada a Fazenda Rio das Pedras, cujo casarão e remanescentes florestais foram tombados pelo Conselho de Defesa do Patrimônio Cultural de Campinas (Condepacc) em 13 de novembro de 2003.

## Riscos e Problemas
A bacia hidrográfica do Ribeirão das Pedras sofre diversos casos de poluição ambiental, ocupação irregular, riscos ambientais e descaso do poder público.

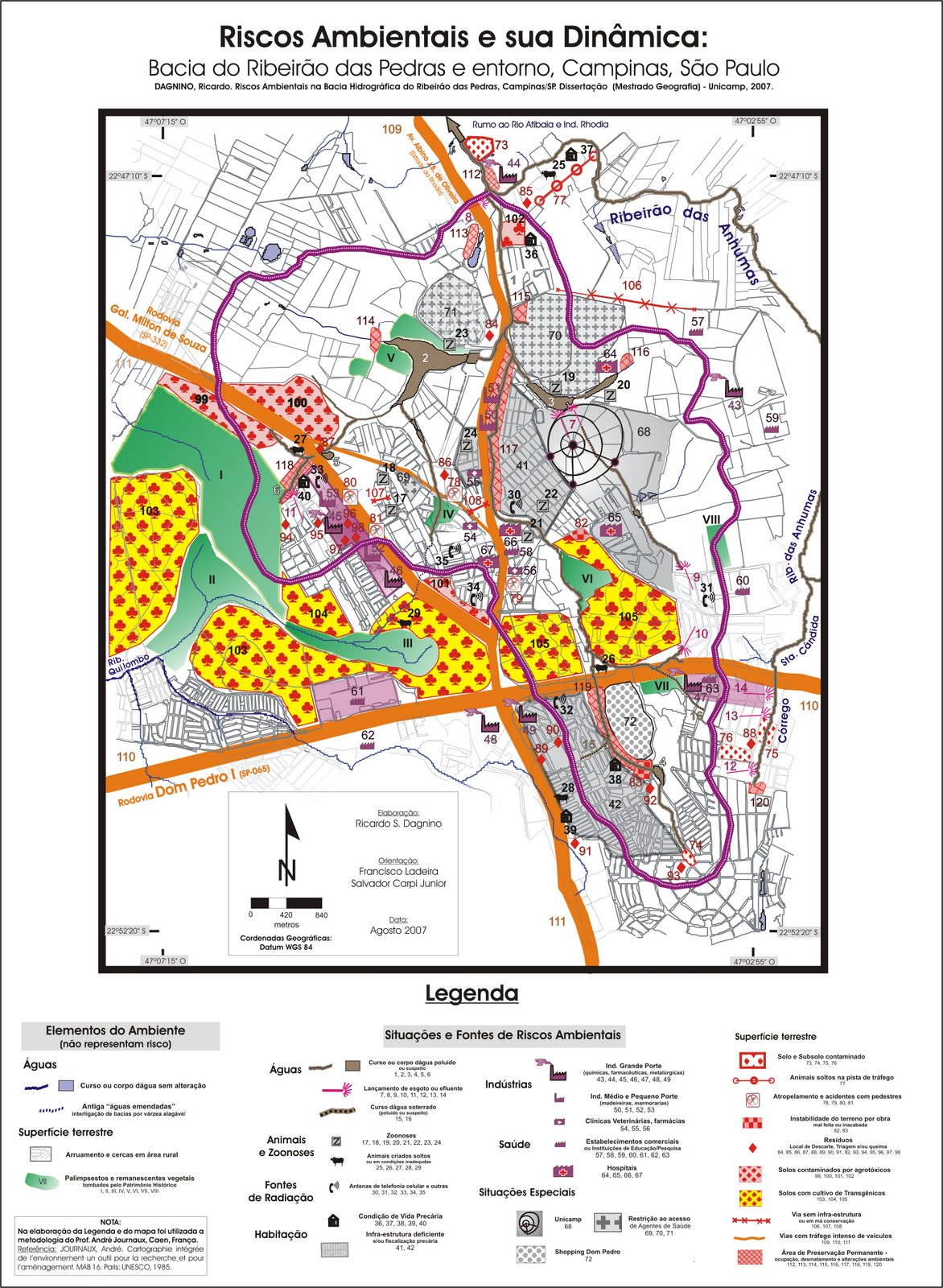
Mapa de riscos ambientais do Ribeirão das Pedras, Campinas, São Paulo
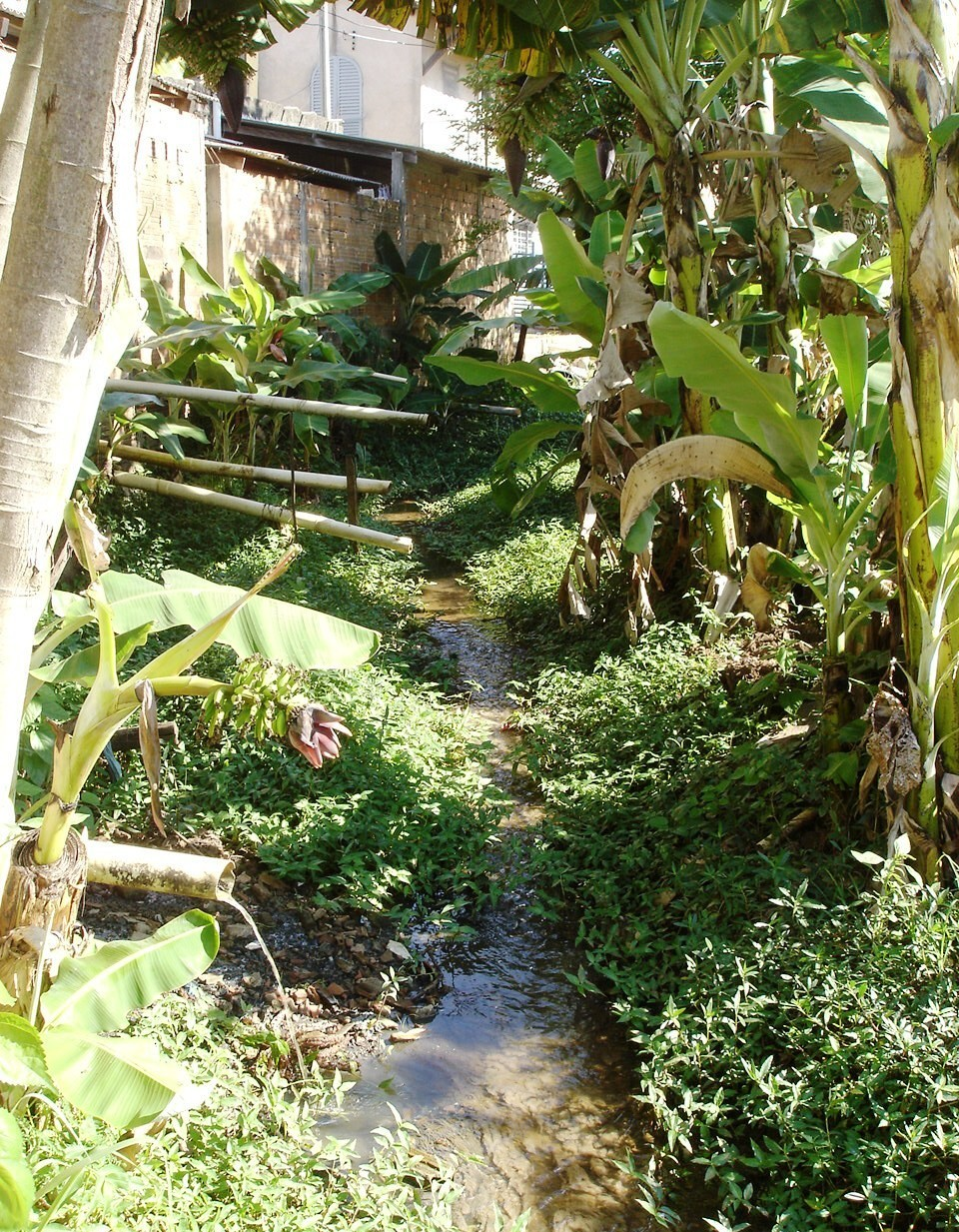
Lançamento de esgoto no Ribeirão das Pedras, na região do bairro Real Parque

Fotos com a localização de alguns riscos ambientais através de georreferenciamento podem ser visualizadas no álbum de fotos.

## Estudos
Devido a sua proximidade com a Universidade Estadual de Campinas (Unicamp), no distrito de Barão Geraldo, diversas Organizações Não Governamentais (ONGs) voltadas a proteção ambiental e alguns institutos de pesquisa, como o Instituto Agronômico de Campinas (IAC), têm se dedicado a entender os processos que ocorrem na Bacia do Ribeirão das Anhumas e no Ribeirão das Pedras.
O pesquisador Ricardo Dagnino criou um blog onde disponibiliza várias informações resultantes de sua pesquisa de mestrado.
O Prof. Oswaldo Sevá Filho (1948 - 2025), da UNICAMP, tinha uma página que disponibilizava muitas informações sobre o Ribeirão das Pedras. Essa página esteve hospedada no site da Faculdade de Engenharia Mecânica até 2012 e com a transferência do professor para o Instituto de Filosofia e Ciências Humanas a página também foi transferida.

O Instituto Agronômico de Campinas realizou com incentivo da Fundação de Amparo à Pesquisa do Estado de São Paulo uma pesquisa sobre o Ribeirão das Anhumas, que engloba o Ribeirão das Pedras.